# BEYOOOOONDS

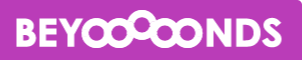
BEYOOOOONDS的标识

BEYOOOOONDS（ビヨーンズ），是日本演藝經紀公司Up-Front Agency的女子偶像品牌Hello! Project旗下的女子偶像團體，由「CHICA#TETSU」、「雨之森 川海」與「SeasoningS」三個子團所組成(前兩者皆為Hello! Pro研修生昇格，最後者則為公開甄選錄取。)，目前共有9位成員，於2018年組成，後於2019年正式出道，並隨即於該年末奪得日本唱片大獎最優秀新人獎。
有別於一般的女子偶像團體，她們的歌曲風格較為搞怪俏皮，散發出青春洋溢的活潑感覺。年紀最大差距將近六歲，但彼此均以平輩相稱。

## 成員
| 所屬隊伍    | 姓名       | 平假名          | 生日           | 年齡 | 出生地 | 血型 | 身高    | 加入日期      | 代表色 | 備註               |
| ----------- | ---------- | --------------- | -------------- | ---- | ------ | ---- | ------- | ------------- | ------ | ------------------ |
| CHICA#TETSU | 西田 汐里  | にしだ しおり   | 2003年6月7日   | 22   | 京都府 | B    | 151cm   | 2018年6月9日  | 熱粉紅 | 26期研修生         |
| CHICA#TETSU | 江口 紗耶  | えぐち さや     | 2003年8月1日   | 21   | 兵庫縣 | O    | 167cm   | 2018年6月9日  | 雛菊黃 | 27期研修生         |
| 雨之森 川海 | 高瀨くるみ | たかせ くるみ   | 1999年3月16日  | 26   | 栃木縣 | A    | 150cm   | 2017年5月5日  | 薄荷綠 | 分隊長、23期研修生 |
| 雨之森 川海 | 前田こころ | まえだ こころ   | 2002年6月23日  | 22   | 埼玉縣 | A    | 168cm   | 2018年6月9日  | 海洋藍 | 24期研修生         |
| 雨之森 川海 | 岡村 美波  | おかむら みなみ | 2004年10月20日 | 20   | 大阪府 | O    | 158.5cm | 2018年6月9日  | 粉紅   | 27期研修生         |
| 雨之森 川海 | 清野桃桃姫 | きよの ももひめ | 2004年12月22日 | 20   | 東京都 | A    | 154.5cm | 2017年5月5日  | 橙     | 25期研修生         |
| SeasoningS  | 平井美葉   | ひらい みよ     | 1999年12月11日 | 25   | 東京都 | A    | 156cm   | 2018年12月3日 | 紫     | 分隊長             |
| SeasoningS  | 小林萌花   | こばやし ほのか | 2000年8月16日  | 24   | 東京都 | A    | 163.8cm | 2018年12月3日 | 綠     |                    |
| SeasoningS  | 里吉うたの | さとよし うたの | 2000年9月22日  | 24   | 東京都 | A    | 157cm   | 2018年12月3日 | 中藍   |                    |

### 前成員
| 所屬隊伍    | 姓名      | 平假名記法      | 生日          | 年齡 | 出身地 | 代表色   | 加入日期     | 退出日期      | 在籍時間 | 備註               |
| ----------- | --------- | --------------- | ------------- | ---- | ------ | -------- | ------------ | ------------- | -------- | ------------------ |
| CHICA#TETSU | 一岡伶奈  | いちおか れいな | 1999年2月25日 | 26   | 東京都 | 淺藍     | 2017年5月5日 | 2024年3月1日  | 2492天   | 17期研修生、分隊長 |
| 雨之森 川海 | 山﨑 夢羽 | やまざき ゆはね | 2002年11月5日 | 22   | 愛知縣 | 義大利紅 | 2018年6月9日 | 2024年6月27日 | 2210天   | 26期研修生         |
| CHICA#TETSU | 島倉 りか | しまくら りか   | 2000年8月20日 | 24   | 東京都 | 薰衣草紫 | 2018年6月9日 | 2025年6月9日  | 2557天   | 27期研修生         |

## 成員特色

### 西田汐里
- 原為Hello! Pro研修生第26期。
- CHICA#TETSU的成員，代表色為「熱粉紅(ホットピンク)」。
- 曾因在朋友的邀約下，從小學2年級開始學習嘻哈舞蹈。將來想成為「Dancer」，但在看了早安少女組。'14的演唱會影片之後，開始對成為偶像有興趣。
- 憧憬的前輩為早安少女組。的譜久村聖。

### 江口紗耶
- 原為Hello! Pro研修生第27期。
- CHICA#TETSU的成員，代表色為「雛菊黃(デイジー)」。
- 憧憬的前輩為鈴木愛理(前℃-ute)、早安少女組。的生田衣梨奈。

### 高瀬くるみ
- 原為Hello! Pro研修生第23期。
- 雨之森 川海的隊長，代表色為「薄荷綠(ミントグリーン)」。
- 特技為殺陣、喜歡的水果是草莓。
- 興趣是料理、擁有蔬菜總管（野菜ソムリエ）的資格
- 憧憬的前輩為前Berryz工房、前Country Girls的嗣永桃子。

### 前田こころ
- 原為Hello! Pro研修生第24期。
- 雨之森 川海的成員，代表色為「海洋藍(シーブルー)」。
- 空手道二段(黑帶公認)。曾經在縣大會上拿過準優勝。在全國大會上獲得3次出場的機會。
- 憧憬的前輩為前早安少女組。的工藤遙以及ANGERME的佐佐木莉佳子。
- 哥哥是LDH JAPAN所屬的演員前田拳太郎

### 岡村美波
- 原為Hello! Pro研修生第27期。
- 雨之森 川海的成員，代表色為「粉紅色(ピンク)」。
- 非常喜歡三麗鷗吉祥物美樂蒂。
- 憧憬的前輩為松浦亞彌。

### 清野桃桃姫
- 原為Hello! Pro研修生第25期。
- 雨之森 川海的成員，代表色為「橙色(オレンジ)」。
- 特技是節奏口技(BeatBox)。作為偶像的契機為東京女子流。
- 憧憬的前輩為前Berryz工房、前Country Girls的嗣永桃子及前早安少女組。的鞘師里保。

### 平井美葉
- 參加「Hello!Project ONLY YOU徵選會」合格者之一。
- SeasoningS的隊長，代表色為「紫色(パープル)」。
- 喜歡上早安家族的契機是因為其姊姊喜歡早安少女組。。
- 4歲開始學習芭蕾約14年的時間。高中1年級時曾經參加過寶塚音樂學校的考試。
- 憧憬的前輩為早安少女組。的石田亞佑美、野中美希。

### 小林萌花
- 參加「Hello!Project ONLY YOU徵選會」合格者之一。
- SeasoningS的成員，代表色為「綠色(グリーン)」。
- 特技為彈鋼琴。曾在「第8回ジュラ・キシュ国際ピアノコンクール 高校生部門」獲得第2名的成績
- 喜歡的作曲家為約翰尼斯·布拉姆斯、喜歡的樂曲為「チェロソナタ第1番」、「チェロソナタ第2番」。
- 劍道二段、中學時期曾為劍道部成員。
- 喜歡的食物為納豆。
- 喜歡早安家族的契機是在她得到流感休養時，在眾多偶像動畫中發現前早安少女組。成員道重沙由美的畢業公演。
- 憧憬的前輩為前早安少女組。的佐藤優樹、ANGERME的上國料萌衣。

### 里吉うたの
- 參加「Hello!Project ONLY YOU徵選會」合格者之一。
- SeasoningS的成員，代表色為「中藍色(ミディアムブルー)」。
- 5歲開始學跳舞。嘗試過街舞及各種風格的舞蹈。
- 從小學4年級開始就很喜歡早安家族。尤其是早安少女組。第9期成員以及第11期成員小田櫻。
- 喜歡的電視劇為科搜研之女系列。小時候特別愛看光之美少女系列的動畫。
- 憧憬的前輩為早安少女組。的小田櫻、前ANGERME的中西香菜。

## 團名含意
- 「BEYOOOOONDS」是從英文的「Beyond」延伸出來的意思。代表著「～超越」、「～到達另一邊」的意思。包含著希望她們能夠擺脫現有的框架，自由的朝著未來有所成長。[2]
- 「BEYOOOOONDS」為「CHICA#TETSU」及「雨ノ森 川海」的合流團體，目標是成為能夠向黏液般成為充滿變化的團體。
- 「CHICA#TETSU」中的「CHICA」在西班牙語中代表「女孩子」的意思，「TETSU」則代表「哲學」。「CHICA#TETSU」有著「深思熟慮的女孩子」的意思。希望能夠透過表演的方式來呈現出，女孩子內心的秘密及纖細的感情。
- 「雨ノ森 川海」(簡稱：RFRO；Rain Forest River Ocean。)就像雨水環繞著整座森林悠悠的落下，落在樹葉上的水滴慢慢的滴入河中，河水再蔓延至大海。會永遠不斷地循環下去。而水正是給予我們生命的泉源。這樣的團名代表著「自然」及「生命之源」的意思。希望她們能夠成為一個能夠滋潤人們想法的團體。

## 歷史

### 2017年
- 5月5日，於中野太陽廣場中所舉辦的「Hello! Project 研修生発表会2017 〜春の公開実力診断テスト〜」上宣布一岡伶奈、川村文乃、段原瑠瑠三人正式升格為早安家族成員。高瀬くるみ、清野桃々姫將以演技作為表演中心於早安家族中進行活動。
- 6月26日，在早安家族的Youtube節目「ハロ!ステ号外〜ハロー!プロジェクト2017新体制決定スペシャル〜」中宣布由一岡伶奈擔任新團隊長一職。

### 2018年
- 3月30日，宣布組成「由一岡伶奈擔任隊長的新團」及「高瀬くるみ、清野桃々姫在籍的新團」並且宣布展開徵選活動。
- 5月11日，宣布舉辦「ハロー!プロジェクト“ONLY YOU”オーディション」。
- 6月9日，於Zepp Tokyo中所舉辦的「Hello! Project 研修生発表会2018 6月 〜にじ〜」上宣布島倉りか、西田汐里、江口紗耶加入一岡伶奈擔任隊長的新團；前田こころ、山﨑夢羽、岡村美波加入高瀬くるみ、清野桃々姫在籍的新團。
- 7月14日於「Hello! Project 20th Anniversary!! Hello! Project 2018 SUMMER」中，以新團體的名義表演DA PUMP的樂曲「U.S.A.」。
- 9月26日，以新團的名義參加Hello!Pro ALL STARS所發行新單曲「YEAH YEAH YEAH/憧れのStress-free/花、闌の時」。
- 10月19日，公布一岡伶奈擔任隊長的新團名稱為CHICA#TETSU；高瀬くるみ、清野桃々姫在籍的新團名稱為雨之森川海。並且宣布與「ハロー!プロジェクト“ONLY YOU”オーディション」中甄選合格的成員組成新團，名為【BEYOOOOONDS】。
- 12月3日，於「山野ホール」中所舉辦的活動「BEYOOOOONDS 〜冬の陣 ZIN〜」上宣布「ハロー!プロジェクト“ONLY YOU”オーディション」合格者為平井美葉、小林萌花、里吉うたの三名。

### 2019年
- 4月18日-4月29日，首次主演舞台劇「全労済ホール/スペース・ゼロ提携公演 演劇女子部『不思議の国のアリスたち』」。
- 4月19日，宣布擔任「愛踊祭2019」公式宣傳大使。
- 4月30日，於「山野ホール」中所舉辦的活動「BEYOOOOONDS 応援企画FCイベント2019 〜晩春の陣 ZIN〜」宣布【BEYOOOOONDS】將於8月7日正式主流出道。
- 8月7日，推出主流出道單曲「戴眼鏡的男子／日本D・N・A!／Go Waist」(獲得Oricon單曲週榜冠軍)。
- 11月14日-24日，與前輩玉蘭花 Factory共同主演舞台劇「こくみん共済 coop ホール／スペース・ゼロ提携公演 演劇女子部『リボーン〜13人の魂は神様の夢を見る〜」。
- 11月27日，推出首張專輯「BEYOOOOOND₁St」。
- 12月2日-17日，宣布舉辦BEYOOOOONDS初LIVE「LIVE BEYOOOOOND₁St」(全3都市3公演)。
- 12月30日，獲頒第61回日本唱片大獎最優秀新人賞。
- 12月31日，於「Hello! Project COUNTDOWN PARTY 2019 ～ GOOD BYE & HELLO ! ～」中宣布將於2020年舉辦單獨LIVE TOUR「BEYOOOOONDS 1ST LIVE TOUR 2020 ～ポップ！ステップ！全音符！！～」。

### 2020年
- 預定於3月8日-5月31日所舉行的單獨LIVE TOUR「BEYOOOOONDS 1ST LIVE TOUR 2020 ～ポップ！ステップ！全音符！！～」，因COVID-19疫情影響全公演中止。

### 2021年
- 1月24日，宣布平井美葉、小林萌花與里吉うたの三人的團體名稱為SeasoningS，並由平井擔任其隊長。[3]
- 3月3日，推出第二張單曲「激辛LOVE／Now Now Ningen／こんなハズジャナカッター！」(獲得Oricon單曲週榜冠軍，連續兩張單曲獲得週冠)。

### 2022年
- 3月2日，推出第三張單曲「英雄〜笑って!ショパン先輩〜／ハムカツ黙示録」。
- 3月26日-6月4日舉辦初次的巡迴演唱會。
- 4月25日，首次舉辦日本武道館公演。

### 2023年
- 1月23日，全成員開設個人Instagram帳號。
- 4月12日，推出第四張單曲「求めよ…運命の旅人算/夢さえ描けない夜空には」

### 2024年
- 3月1日，成員一岡伶奈於2023年因身體因素暫停活動，以「自身的身體狀況時好時壞，擔心無法繼續像往常一樣繼續正常的活動，為了不再讓粉絲及成員擔心」為由，決定從團體以及早安家族中畢業，且不舉辦畢業演唱會，即日退出。
- 4月4日，成員山﨑夢羽宣布將於6月27日在豐洲PIT舉辦的演唱會中從團體及早安家族中畢業。
- 7月13日，於「Hello! Project 2024 Summer ALL OF US」中宣布「ハロー!プロジェクト新メンバーオーディション2024」即將招募。

## 作品

### 單曲
|     | 發行日        | 單曲 | 中文名稱                                    | Oricon週榜 | 首週銷量 | 累積銷量 | 概要                                       | 所屬專輯      |
| --- | ------------- | ---- | ------------------------------------------- | ---------- | -------- | -------- | ------------------------------------------ | ------------- |
| 1st | 2019年8月7日  |      | 戴眼鏡的男子／日本D・N・A!／Go Waist        | 1          | 99,875   | 112,367  | 主流出道單曲、第一張3A單曲                 | BEYOOOOOND1St |
| 2nd | 2021年3月3日  |      | 超辣的LOVE／Now Now 人類／不應該是這樣的！  | 1          | 65,798   | 73,230   | 第二張3A單曲                               | BEYOOOOO2NDS  |
| 3rd | 2022年3月2日  |      | 英雄〜笑吧！蕭邦前輩〜／炸火腿啟示錄        | 2          | 77,007   | 83,814   | 第一張2A單曲                               | BEYOOOOO2NDS  |
| 4th | 2023年4月12日 |      | 求解...命運的相遇問題／連夢也無法描繪的夜空 | 3          | 73,745   | 78,828   | 第二張2A單曲、成員一岡伶奈最後參與之單曲。 |               |
| 5th | 2024年5月29日 |      | 灰 to Diamond／Go City Go／胡克定律         | 3          | 68,078   | 73,053   | 第三張3A單曲、成員山﨑夢羽畢業單曲。       |               |
| 6th | 2025年1月29日 |      | Do-Did-Done／為你轉生                       | 2          | 71,163   | 75,961   | 第三張2A單曲、成員島倉りか畢業單曲。       |               |

#### 在Oricon週榜的成績
- 最高排名(冠軍)：共兩首，戴眼鏡的男子／日本D・N・A!／Go Waist（日语：眼鏡の男の子/ニッポンノD・N・A!/Go Waist）、超辣的LOVE／Now Now 人類／不應該是這樣的！（日语：激辛LOVE/Now Now Ningen/こんなハズジャナカッター!）
- 最低排名(季軍)：共兩首，求解...命運的相遇問題／連夢也無法描繪的夜空（日语：求めよ…運命の旅人算/夢さえ描けない夜空には）、灰 to Diamond／Go City Go／胡克定律（日语：灰toダイヤモンド/Go City Go/フックの法則）
- 最高初動銷量：戴眼鏡的男子／日本D・N・A!／Go Waist（日语：眼鏡の男の子/ニッポンノD・N・A!/Go Waist），99,875張
- 最低初動銷量：超辣的LOVE／Now Now 人類／不應該是這樣的！（日语：激辛LOVE/Now Now Ningen/こんなハズジャナカッター!），65,798張
- 最高總銷量：戴眼鏡的男子／日本D・N・A!／Go Waist（日语：眼鏡の男の子/ニッポンノD・N・A!/Go Waist），112,367張
- 最低總銷量：灰 to Diamond／Go City Go／胡克定律（日语：灰 to Diamond／Go City Go／胡克定律），73,053張

~上述資料統計至2025年1月第6張單曲

### 專輯
|     | 發行日         | 專輯          | 中文標題 | Oricon週榜 | 首週銷量 | 累積銷量 |
| --- | -------------- | ------------- | -------- | ---------- | -------- | -------- |
| 1st | 2019年11月27日 | BEYOOOOOND1St | －       | 3          | 26,692   | 32,598   |
| 2nd | 2022年9月28日  | BEYOOOOO2NDS  | －       | 3          | 25,320   | 26,050   |

### 合輯
|  | 發行日        | 單曲 | 中譯標題                                        | 概要                                                               |
|  | ------------- | ---- | ----------------------------------------------- | ------------------------------------------------------------------ |
|  | 2017年8月11日 |      | 誤爆～We Can't Go Back～                        | 以一岡伶奈、段原瑠瑠、川村文乃、高瀬くるみ、清野桃々姫為名義發行。 |
|  | 2018年9月26日 |      | YEAH YEAH YEAH/嚮往的Stress-free/花、最盛開之時 | 以ハロプロ・オールスターズ名義發行。                               |

## 外部連結
- BEYOOOOONDS （页面存档备份，存于） - ハロー!プロジェクト オフィシャルサイト
- BEYOOOOONDS （页面存档备份，存于） - UP-FRONT WORKS
- BEYOOOOONDS オフィシャルファンクラブページ （页面存档备份，存于） - ハロー!プロジェクト オフィシャルファンクラブ
- YouTube上的ビヨーンズ
- BEYOOOOONDS的X（前Twitter）
- BEYOOOOONDS的Instagram帳戶
- BEYOOOOONDS的Facebook專頁
- BEYOOOOONDS的TikTok
- 官方博客
  - BEYOOOOONDS CHICA#TETSUオフィシャルブログ （页面存档备份，存于） - 一岡・島倉・西田・江口ブログ
  - BEYOOOOONDS 雨ノ森 川海オフィシャルブログ （页面存档备份，存于） - 高瀬・前田・山﨑・岡村・清野ブログ
  - BEYOOOOONDS SeasoningSオフィシャルブログ （页面存档备份，存于） - 平井・小林・里吉ブログ
- 出演舞台
  - 不思議の国のアリスたち （页面存档备份，存于） - 演劇女子部
  - リボーン〜13人の魂は神様の夢を見る〜 （页面存档备份，存于） - 演劇女子部
  - アラビヨーンズナイト （页面存档备份，存于） - 演劇女子部
  - 眠れる森のビヨ （页面存档备份，存于） - 演劇女子部